# Přílipkovití
Přílipkovití (Patellidae) je čeleď mořských plžů, kteří jsou místy hojně rozšířeni hlavně ve východním Atlantiku, Indickém a Tichém oceánu. Všichni zástupci čeledi se označují jako přílipky.

## Systematika a rozšíření
Čeleď poprvé popsal francouzský polyhistor Constantine Samuel Rafinesque v roce 1815. Čeleď zahrnuje 4 známé rody:
- Patella Linnaeus, 1815 – ~9 druhů, výskyt v severovýchodním Atlantiku.
- Helcion Monfort, 1810 – ~4 druhů, jižní Afrika.
- Cymbula H. & A. Adams, 1854 – ~9 druhů, jižní a západní Afrika.
- Scutellastra Quoy & Gaimard, 1834 – ~16 druhů, od Jihoafrické republiky přes Indický a Tichý oceán včetně Austrálie až po Mexiko.

## Popis
Ulita přílepek má tvar jednoduchého plochého kužele bez závitů.

## Biologie
Jak už český název napovídá, přílipky tráví většinu života „přilepené“ na kamenech, kde se pasou na mikroskopických částech mořských řas. Zatímco během odlivu jsou nehybné, aby nedošlo k jejich vysušení, v době přílivu se pomalu pohybují po kameni. Např. přílipka misková se přesune i jeden metr, než se vrátí zpět na své místo.